# RC4
RC4 je šifrirni algoritem, ki ga je pravtako kot RC2, ga je razvil Ronald Rivest in sicer leta 1987 ter ga hranil kot skrivnost za RSA. Algoritem RC4 je bil 9. septembra 1994 anonimno poslan po internetu. Kajti dolgo se ni nic vedelo o strukturi tega algoritma in je veljal za nezlomljivega. Ko pa je njegov princip delovanja prišel v javnost pa se je izkazalo da temu ni tako. Zato danes večino šifrirnih algoritmov objavljajo, ker s tem preizkušajo njegovo nezlomljivost.
RC4 je šifrirni algoritem simetričnega ključa, spremenljive dolžine od 1 do 256 zlogov za inicializacijo 256-zlogovne tabele stanj. Tabela stanj se uporablja za poznejšo tvorbo psevdonaključnih zlogov in za poznejšo tvorbo psevdonaključnih tokov, kjer se s pomočjo XOR operacije generira šifrirano sporočilo. Vsak element tabele stanj je zamenjan vsaj enkrat.
RC4 algoritem deluje na osnovi naključnih permutacij v dveh fazah 
- faza vzpostavitve ključa
- faza šifriranja

RC4 ključ je navadno omejen z dolžino 40 bitov medtem ko je maksimalna dopusna dolžina 2048 bitov.
Ta algoritem odlikuje velika hitrost delovanja in enostavna implementacija. Primeren je tudi za strojno implementacijo. Uporablja se v mnogih komercialnih programskih paketih, kot so Lotus Notes in Oracle Secure SQL, RSA SecurPC, kakor tudi v varnih komunikacijah, za šifriranje mrežnega prometa podatkov med spletnimi strežniki, ki uporabljajo protokol SSL. V novejšem času je tudi del mobilne tehnologije.